# Pivnice
Pivnice (deutsch Pivnitz) ist ein Ort in der autonomen Provinz Vojvodina (Batschka) in Serbien. Der Ort gehört zur Opština Bačka Palanka.

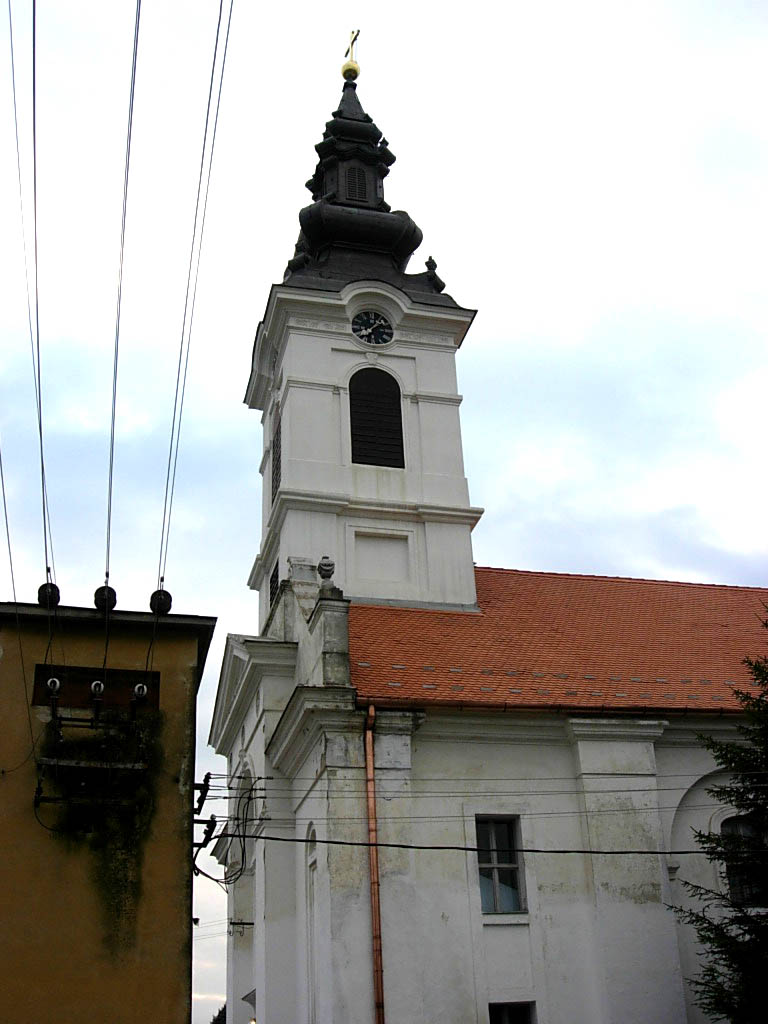
Evangelische Kirche von Pivnice